# Sollentunapartiet
Sollentunapartiet (SPA eller SP) är ett lokalt politiskt parti i Sollentuna kommun. Partiet bildades 1973, partiet satt i kommunfullmäktige mellan år 1973–2022. 
Paroller som partiet använt/använder är bland annat "Starkare tillsammans – i ett grönt och öppet Sollentuna", "Ett grönt och tryggt Sollentuna för alla", "insyn före beslut" och "Välfärd och valfrihet".

## Historia
Partiet grundades den 12 april 1973, inför kommunalvalet samma år. Partiet fick över 2000 röster och fem mandat i kommunfullmäktige. En av partiets frågor var att rädda marken på Järvafältet från försäljning och bebyggelse. Partiet kämpar även för att bevara Sollentunas grönområden, mot slöseri med skattemedel samt för bostäder åt alla. Idag är Järvafältet naturreservat och få personer och partier ifrågasätter detta, vilket är långt ifrån som det var när Sollentunapartiet började arbeta för bevarandet av Järvafältet.
I kommunalvalet 2022 fick partiet 878 röster (1,96 %), partiet tappade sina två mandat och lämnade kommunfullmäktige. Det fattades drygt 20 röster för att sitta kvar i kommunfullmäktige.

## Politik
Miljöfrågor samt att det ska finnas levande närcentra och service i alla kommundelar har alltid varit viktiga frågor för Sollentunapartiet. Andra större frågor som partiet drivit de senaste åren är att omplanera bostadsbyggnationen på Edsbergs Sportfält och området runt Väsjön, förbättrad äldrevård, en förbättrad förskola, satsningar på unga, en byggnation som sker med hänsyn till närmiljön och närboende, bättre integration, ökade kultursatsningar, minskat buller samt bevarande av Fågelsångsparken.
Partiets ständiga frågor är att öka närdemokratin och medborgarnas inflytande. Sollentunapartiet har även alltid stått upp för en ökad insyn i kommunen och att skattebetalarnas pengar ska förvaltas på bästa sätt och inte slösas bort.

## Valresultat

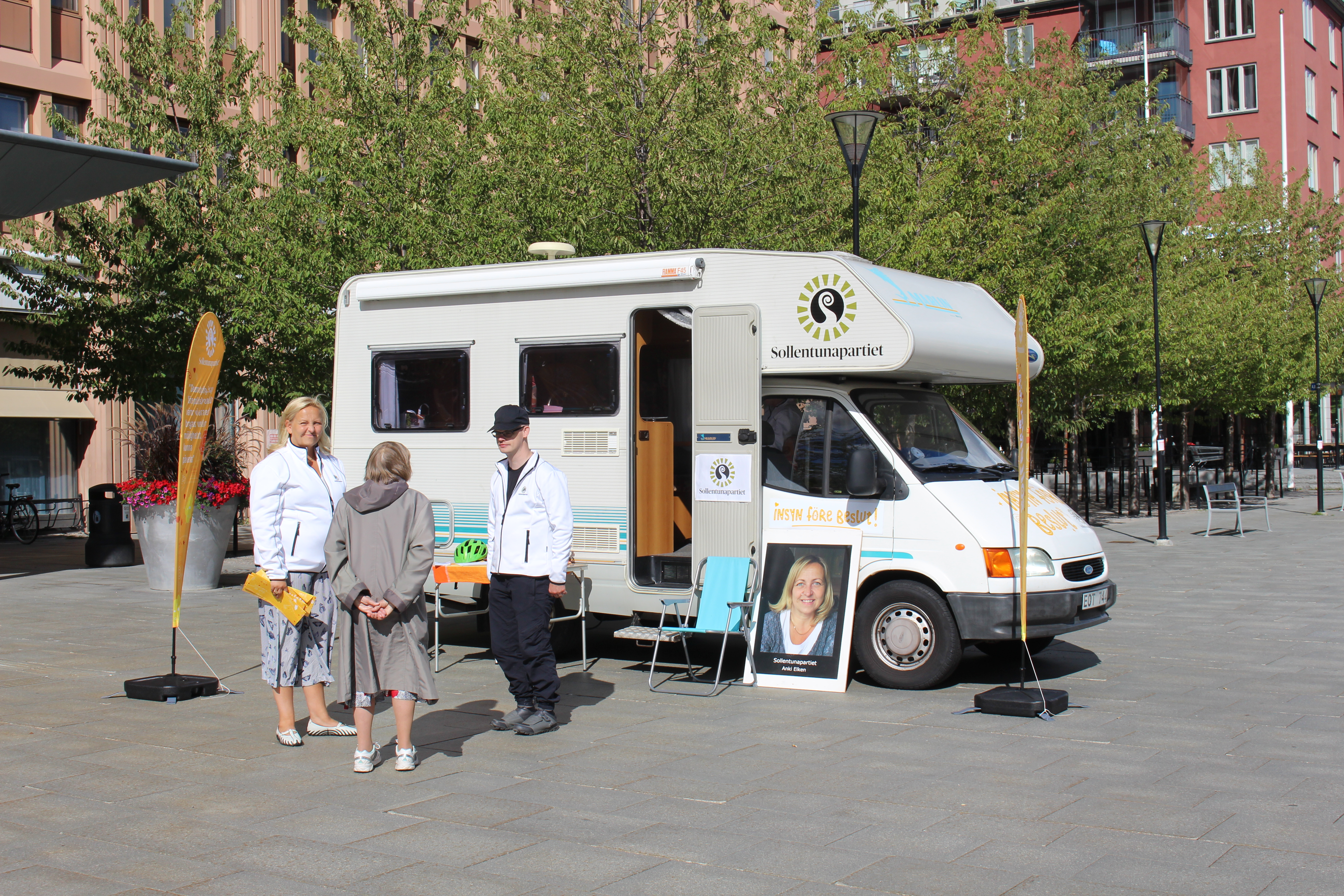
Sollentunapartiets valstuga under valrörelsen 2018

Partiet har haft mellan 2 och 8 mandat i kommunfullmäktige (med en median på 5 mandat) sedan bildandet och har efter valet 2014 4 mandat. Man har med dessa mandat samarbetat med både höger och vänster. Sedan valet 2010 var partiet i egen opposition. I valet 2022 tappade partiet sina mandat och var därmed inte representerade i kommunfullmäktige för första gången sedan inträdet vid valet 1973. 
| År   | Röster | %    | Mandat | Övrigt                      |
| ---- | ------ | ---- | ------ | --------------------------- |
| 1973 | 2 086  | 8,7  | 5 / 51 | Samarbete med C, M och (?). |
| 1976 | -      | -    | 8 / 51 | Samarbete med S och FP      |
| 1979 | -      | 11,7 | 6 / 51 | I opposition                |
| 1982 | -      | -    | 4 / 51 |                             |
| 1985 | -      | -    | 4 / 51 |                             |
| 1988 | -      | -    | 6 / 61 |                             |
| 1991 | -      | -    | 6 / 61 |                             |
| 1994 | -      | -    | 6 / 61 |                             |
| 1998 | 2 096  | 6,16 | 4 / 61 |                             |
| 2002 | 2 192  | 6,22 | 4 / 61 |                             |
| 2006 | 2 708  | 7,39 | 5 / 61 |                             |
| 2010 | 3 534  | 8,97 | 6 / 61 | I opposition                |
| 2014 | 2 881  | 6,76 | 4 / 61 | I opposition                |
| 2018 | 1 511  | 3,40 | 2 / 61 | I opposition                |
| 2022 | 878    | 1,96 | 0 / 61 | Lämnade fullmäktige         |